# モハメド・アブデラール
モハメド・アブデラール（Mohamed Abdelaal　1990年7月23日- ）はエジプト出身の柔道選手。階級は81kg級。身長175cm。

## 経歴
2009年の世界ジュニア81kg級で7位だった。2015年にはアフリカ選手権で3位だったが、アフリカ競技大会では優勝した。2016年にはワールドマスターズで3位になるも、リオデジャネイロオリンピックでは3回戦で今大会優勝したロシアのハサン・ハルムルザエフに技ありで敗れた。一方、この年からアフリカ選手権で4連覇を果たした。2018年の地中海競技大会では2位だった。2019年の世界選手権では準決勝まで進むも、イスラエルのサギ・ムキに技ありで敗れると、3位決定戦でもカナダのアントワーヌ・ヴァロア＝フォルティエに技ありで敗れて5位だった。なおムキに敗れた際に握手を拒んだが、この行為についてエジプトの外務省は、スポーツと政治を混同すべきではないと声明を出して、アブデラールを批判した。

## 主な戦績
- 2009年 - 世界ジュニア　7位
- 2013年 - アフリカ選手権　3位
- 2015年 - アフリカ選手権　3位
- 2015年 - アフリカ競技大会　優勝
- 2016年 - アフリカ選手権　優勝
- 2016年 - ワールドマスターズ　3位
- 2017年 - アフリカ選手権　優勝
- 2018年 - アフリカ選手権　優勝
- 2019年 - 地中海競技大会　2位
- 2019年 - アフリカ選手権　優勝
- 2019年 - 世界選手権　5位
- 2020年 - アフリカ選手権　2位

(出典、JudoInside.com)